# Zadní Vydří
Zadní Vydří – gmina w Czechach, w powiecie Igława, w kraju Wysoczyna. Według danych z dnia 1 stycznia 2014 liczyła 52 mieszkańców.